# Samburu

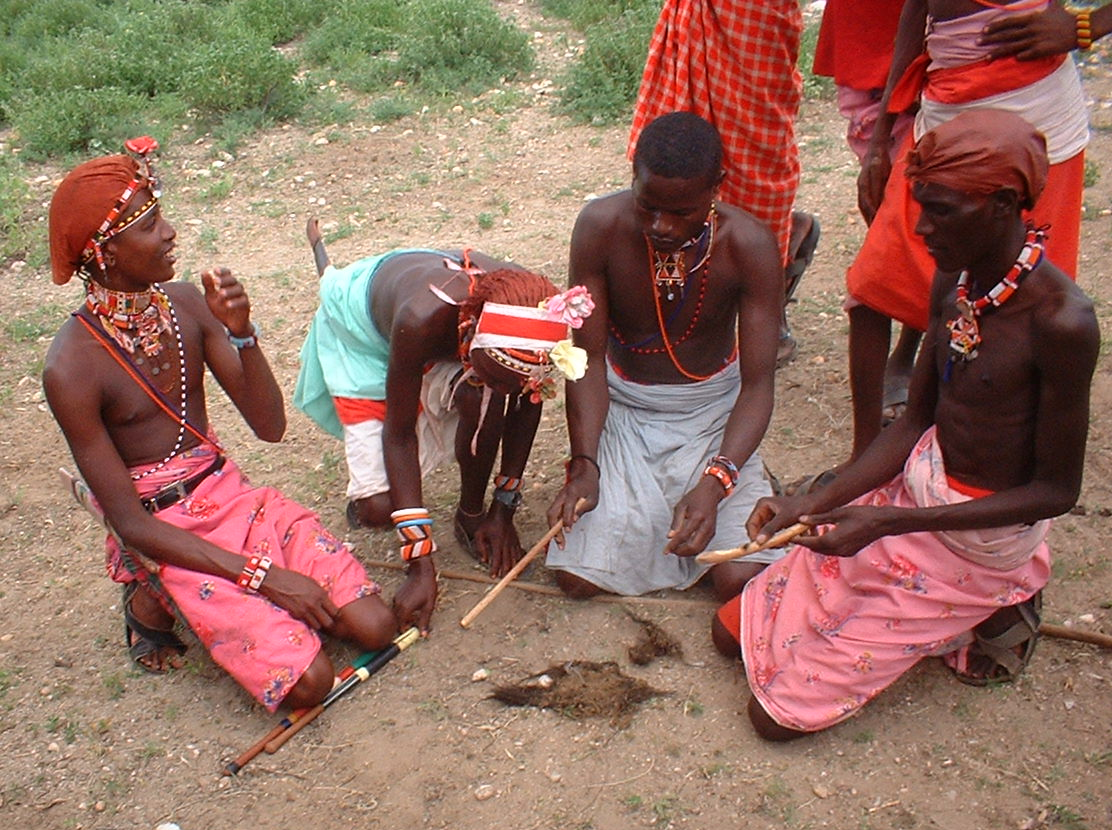
Samburu beim Feuermachen

Die Samburu sind ein nilotisches Volk im Norden Kenias. Sie sind Viehzüchter und halten meist Rinderherden. Ihre Sprache ist, wie die ihrer nahen Verwandten Massai, Maa. Der Name des Volkes soll sich vom Maa-Wort „o-sampurumpuri“, welches Schmetterling bedeutet, ableiten. Andere meinen jedoch, dass er vom Wort Samburr abstammt, dem traditionellen Lederbeutel, der zum Transport von Fleisch und Honig von den Samburu auf dem Rücken getragen wird.

## Territorium
Die Samburu sind im 16. Jahrhundert aus dem Norden in das heutige Kenia eingewandert. Dort leben sie vorwiegend in der zentralkenianischen Hochebene im  Laikipia Distrikt. Unterbrochen von einigen felsigen Hügeln ist die Landschaft geprägt von offener Gras- und Dornbuschsavanne. Die Lebensader des Gebietes ist der Uaso Nyiro.
Auf dem Stammesgebiet der Samburu liegt auch das 165 Quadratkilometer große Samburu-Nationalreservat.

## Wirtschaft und Ernährung
Früher lebten die Samburu nomadisch, um sich jederzeit als Hirtenvolk den Bedürfnissen ihrer Tiere anzupassen. Hierzu benötigt man allerdings genügend Platz, doch das Volk wird mehr und mehr seiner Heimat beraubt. Zunächst siedelten sich in den 1920er und 1930er Jahren weiße Farmer an, heute kämpfen die Samburu direkt gegen die Regierung um ihre Landrechte. Die meisten leben heute in kleinen Siedlungen, bestehend aus 4 bis 10 Viehbesitzern und deren Familien. Dort wohnen sie in kleinen Hütten aus einem Stangengeflecht, das mit Lehm, Tierhäuten oder Grasmatten bedeckt ist. Die Hütten der wenigen nomadisch lebenden Samburu bestehen aus Schlamm und Dung oder Fellen und Grasmatten, die von Pfählen getragen werden.
Ihre Lebensgrundlage ist das Vieh: Rinder, Ziegen und Schafe sowie zum Teil Kamele. Das wichtigste Nahrungsmittel ist die Milch ihrer Tiere mit Blut vermischt, das so genannte saroi. Nur zu besonderen Anlässen werden Schafe, Ziegen oder Rinder geschlachtet. Da aufgrund des schrumpfenden Lebensraums die Viehwirtschaft zur Erhaltung oft nicht mehr ausreicht, haben viele begonnen, Getreide und Gemüse anzubauen.
Die Samburu kochen Reis, Kartoffeln und Kidneybohnen. Tomaten, Karotten und Zwiebeln werden ebenfalls zum Kochen verwendet. Außerdem werden Wurzeln und Rinde zu Suppen verkocht. Völlig verschmäht werden Schwein und Fisch. Vereinzelt werden auch Hühner gehalten, obwohl kaum jemand Eier isst. Die Hühner sind fast ausschließlich zum Verkauf bestimmt. Salat kennen die Samburu nicht und würden ihn wohl auch nicht verzehren, da alles Essbare gekocht sein muss. Sie gehen nicht auf die Jagd nach Wildtieren, weshalb im Gegensatz zu den Gebieten der Nachbarvölker in ihrem Lebensraum noch viel Wild lebt. Im Großen und Ganzen leben die Samburu im Einklang mit der Natur und ihren Lebewesen, solange sie oder ihre Herden nicht von Wildtieren ernsthaft angegriffen werden. Da sie ihre Siedlungen mit Zäunen aus Dornbüschen umranden, kommt es allerdings sehr selten zu Angriffen.
Chai (schwarzer Tee mit viel Milch und Zucker) wird mehrmals täglich getrunken und jedem Besucher serviert. Kaffee oder andere Getränke hingegen werden weniger konsumiert.

## Kultur und Gesellschaft

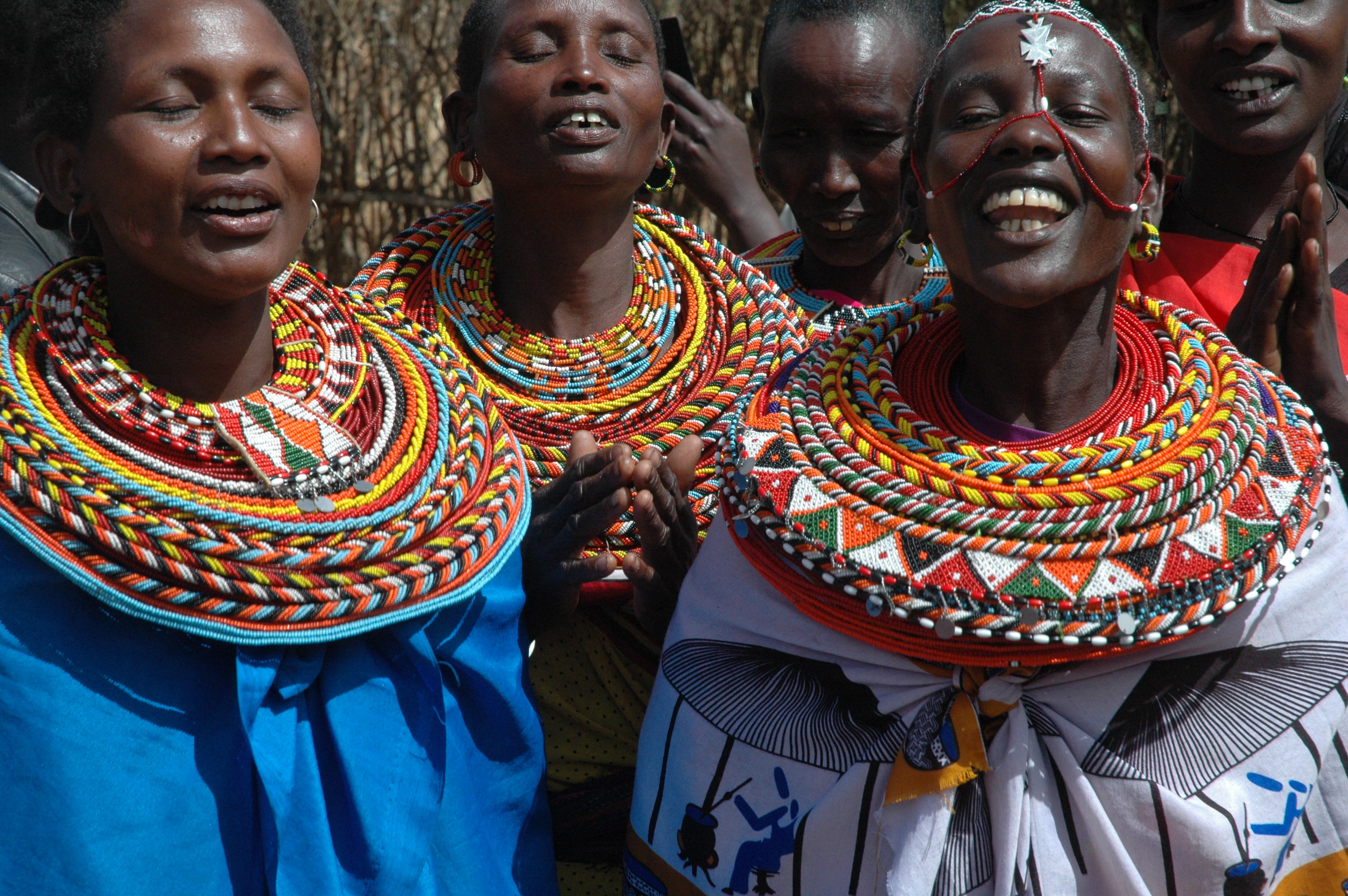
Tanzen mit schweren Halsketten

Zentral in ihrer Kultur ist die Achtung der Ältesten. Je älter man wird, desto mehr Macht erlangt man, dies gilt allerdings vorwiegend für Männer. Jede Altersstufe bekommt außerdem spezifische Aufgaben zugeteilt. Kinder kümmern sich um die Ziegen und Schafe, beschnittene junge Männer, die zur Altersklasse der Krieger (moran) gehören (etwa im Alter zwischen 12 und 19 Jahren) um die Rinderherden und verheiratete Männer um die Gemeinschaft. Die Frauen sind für die Hütten, die Milchkühe und auch für das Sammeln von Holz und Wasser verantwortlich. Männer haben meist mehrere Frauen, leben also polygam. Jede Frau besitzt meist allerdings ihre eigene Hütte. Mädchen werden im Alter von etwa 15 Jahren an ihnen unbekannte Männer verheiratet. Die Ältesten entscheiden dabei, wer es sein soll, es muss jedoch ein Mann aus einem anderen Klan sein. Das Mädchen zieht dann zur Familie des Mannes. Weibliche Genitalverstümmlung gehört dabei obligatorisch zur Heiratszeremonie.
Ihr traditionelles Gewand besteht aus roten Umhängen. Unverheiratete Männer der moran-Altersklasse tragen ihre Haare geflochten. Danach werden ihre Haare, wie auch die der Kinder und der Frauen, kurzgeschoren. Frauen tragen teilweise bis zu zehn Kilogramm schwere Halsketten und ihr Kopf ist oft mit Perlenketten sowie einem kreuzförmigen Stirnschmuck verziert. Diese Ketten bekommen sie von Männern geschenkt und es heißt, dass, sobald diese bis zum Kinn reichen, sie alt genug sind, um zu heiraten.
Da Frauen weniger geachtet werden, kommt es immer wieder zu Misshandlungen und Vergewaltigungen. Zum Schutz haben 15 Samburu-Frauen 1990 das Dorf Umoja für Frauen aufgebaut, das bis zum heutigen Datum stetig wächst.
Der Perlenschmuck, den Mädchen um den Hals tragen, ist ein Geschenk von jungen Samburu-Kriegern, um diese für sich zu reservieren. Die Männer dürfen dafür mit den Mädchen Sex haben, wann immer sie wollen. Die Perlen kennzeichnen die Frau als Besitz des Mannes. Ein ‚Moran‘ (Krieger) kauft etwa zehn Kilo Perlen und fertigt daraus Perlenketten für Mädchen, die gewöhnlich zwischen neun und 15 Jahre alt sind. Durch den ungeschützten Sex werden die Mädchen irgendwann schwanger. Die sexuellen Verhältnisse gelten als inzestuös, da beide demselben Clan angehören. Schwangere Mädchen werden einem Bericht zufolge zur Abtreibung gezwungen.

## Klimatische Bedingungen
2011 wurden viele Samburu aus ihren Siedlungen vertrieben, nachdem zwei Umweltschutzorganisationen, die US-Organisation The Nature Conservancy und die  African Wildlife Foundation, ungefähr 70 Quadratkilometer gekauft hatten, um ein Naturschutzgebiet zu errichten. Viele Familien leben seither am Rande des Gebietes in provisorischen Hütten, andere wurden komplett aus dem Gebiet vertrieben. Das Land wurde kurz darauf von den beiden Organisationen an die Regierung geschenkt, die den Tourismus für profitabler und wichtiger ansehen als die Landrechte der Samburu. Der Staat verlangt, dass die Samburu zu einer sesshaften Lebensweise übergehen und nicht mehr mit ihren Viehherden durch die Naturschutzparks ziehen. Diese Aufforderung ist jedoch gesetzeswidrig.
Das Gebiet wird verstärkt durch die Globale Erwärmung mit langdauernden und sich wiederholenden Dürreperioden heimgesucht, die die Ernten vernichten und die Flüsse austrocknen. Dies führt vermehrt auch zum Hungertod des Viehs und bei den Samburu selbst. Bei der großen Hungersnot von 2011 wurden die meisten Samburu schlicht vergessen, es traf keine versprochene Nothilfe ein.